# Jan de Windt (geoloog)

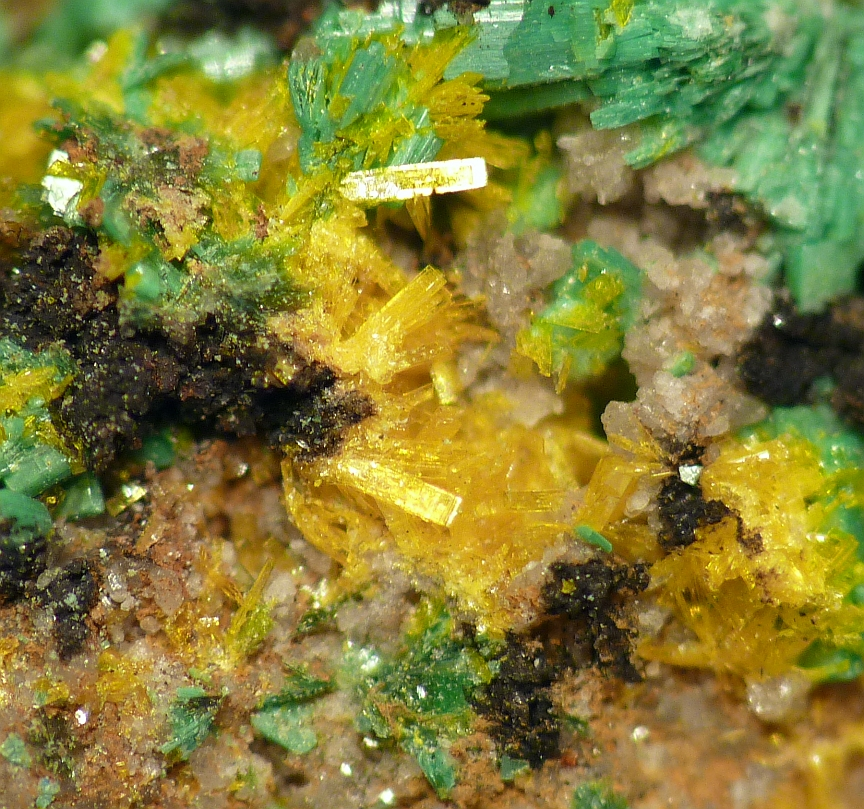
Dewindtiet, het mineraal vernoemd naar Jan de Windt.

Joannes-Carolus Ludovicus de Windt of Jan de Windt (Aalst, 7 juni 1876 - Moliro, Kongo-Vrijstaat, tussen 9 en 10 augustus 1898) was een geoloog aan de Rijksuniversiteit Gent (nu UGent) waarin hij voorvechter was van de vernederlandsing van de universiteit. Tevens was hij lid van het Algemeen Bestuur van het Willemsfonds. Hij stierf gedurende een expeditie naar de Kongo-Vrijstaat. In 1922 werd het uraniummineraal dewindtiet (H2Pb3 (UO2 )2 (PO4 )4O4 · 12H2O) naar hem vernoemd door Alfred Schoep.

## Jeugd
Jan de Windt (geboren, Joannes-Carolus Ludovicus de Windt), was de zoon van Camille-Constant de Windt, dokter in de heel- en vroedkunde (Aalst, 3 januari 1842) en wonend aan het Keizerlijk Plein. Zljn moeder was Paulina Maria Philippina Gosse (Doornik, 8 oktober 1855).

## Educatie
Jan de Windt behaalde de graad van doctor in de natuurwetenschappen, specialisatie mineralogie. Hij studeerde in Gent, Wenen en Berlijn.

## Vernederlandsing van de Gentse universiteit
Op 11 augustus 1896 zond de Windt vanuit Aalst een brief aan Max Rooses, het bericht van De Windt was geschreven op briefpapier van het Taalminnend Studentengenootschap onder de spreuk 'T ZAL WEL GAAN. Op de brief staat het volgende (citaat):
"Hooggeachte Heer, Na eene korte afwezigheid ontvang ik Uwen brief waarin U me een antwoord belooft op de vraag van ons referendum. Onze kring zal op het Congres vertegenwoordigd zijn door zijnen voorzitter Herman Sabbe, en andere studenten: Reychler M. Sabbe e.a. zullen er ook tegenwoordig zijn. Of zij zullen deelnemen aan de bespreking over de Nederlandsch[e] hoog[e] sèhool, weet ik niet. Volgens mij moet de zaak als volgt opgevat worden: de Nederlandsche hoogeschool is de bekroning van het streven der Vlaamschgezinden. Uit een paedagogisch-oogpunt beschouwd moet zij in het Vlaamsche land toí stand koomen, en dat zulks mogelijk is bewijst het voorbeeld van andere landen, en het streven van verschillende Professoren der Gentsche hoogeschool die reeds Nederlandsche leergangen geven, en yoor hunne werken de Nederlandsche taal gebruiken: o.a. Prof. Fredericqas voor de werken van de practischen leergang van geschiedenis, Prof. MacLeod in het Jaarboek van Dodonaea, dat reeds acht jaren bestaat, Prof. Vercouillie e.a. Die werken, [waaronder het Jaarboek] van Dodonaea worden in den vreemde gelezen, en altijd gerecenseerd en geciteerd. De mogelijkheid moet goed bewezen worden. Te Gent zijn er nu 434 studenten uit de Vlaamsche gewesten, 74 uit het Walenland, 136 uit vreemde landen (hoofdzakelijk in de bijzondere scholen die nog mogen daargelaten worden). De vervlaamsching der Gentsche hoogeschool zou dus gemakkelijk zijn indien er genoeg Vlaamschsprekende professoren waren. Hier zouden van in den beginnen bibliotheek, en laboratoria bestaan [en dat is] wel het voornaamste argument ten voordeele der omschepping der Gentsche hoogeschool in een Vlaamsche. Het spijt me ten zeerste, Hooggeachte Heer Rooses, dat ik met het Congres uit België zal zijn. Ik had het als een plicht beschouwd de Nederlandsche Hoogeschool te verdedigen, doch hoop zulks in den almanak van 't Zal [wel gaan] te kunnen doen, waar ik aan de vraag een korte studie zal wijden. Na beleefde groeten, teken ik mij, met hoogachting,
Uw dw.

Dr. Jan de Windt"
De wetenschappelijke artikelen die de Windt schreef in het Frans, ondertekende hij met de verfranste naam 'Jean'. De Nederlandstalige waren daarentegen vermeld met de naam Jan. Hij trachtte bij te dragen aan de wetenschappelijke terminologie van het Nederlands.

## Expeditie naar Congo en dood
In maart 1898 vertrok de Windt als tweede commandant in de wetenschappelijke expeditie Lemaire (Charles Lemaire). De expeditie startte bij de oostkust van Afrika en trok naar de Congo langsheen de boorden van de Zambesi. Het doel was om etnologisch, topografisch, geologisch en natuurkundig onderzoek uit te voeren.
De Windt stierf door verdrinking tijdens een storm op het Tanganika-meer te Moliro, in de Kongo-Vrijstaat, tijdens de nacht van 9 op 10 augustus 1898.

## Straat
- Naar hem werd de Jan de Windtstraat in Aalst genoemd.[1] De naam was een van de suggesties in De Volksstem van 8 juni 1922. Het voorstel was om de toenmalige Kleine Bolleweg van naam te laten veranderen naar Jan de Windtstraat.